# Кокко, Петри
Петри Кокко (фин. Petri Kokko; родился 21 февраля, 1966 в Хельсинки, Финляндия) — финский фигурист, чемпион Европы 1995 в спортивных танцах на льду. Выступал в дуэте с Сусанной Рахкамо, которая впоследствии стала его женой.
В 1995 пара Рахкамо — Кокко выиграла золотую медаль на чемпионате Европы и серебряную на чемпионате мира. Пара дважды участвовала в зимних Олимпийских играх (1992 и 1994).
Они являются авторами танца «финнстеп», который в 2008 году вошёл в число обязательных танцев, и в сезоне 2008—2009 исполнялся в этом качестве на чемпионатах Европы, четырёх континентов и мира.
Рахкамо и Кокко женаты, у них двое детей — Макс (Max) 2001 года рождения и Камила (Camila) 2003 года рождения.
В настоящее время Петри Кокко — региональный менеджер Google Finland.

## Спортивные достижения
(с С.Рахкамо)
| Соревнования               | 1985—86 | 1986—87 | 1987—88 | 1988—89 | 1989—90 | 1990—91 | 1991—92 | 1992—93 | 1993—94 | 1994—95 |
| -------------------------- | ------- | ------- | ------- | ------- | ------- | ------- | ------- | ------- | ------- | ------- |
| Зимние Олимпийские игры    |         |         |         |         |         |         | 6       |         | 4       |         |
| Чемпионаты мира            |         | 20      | 20      | 13      | 6       | 7       | 5       | 4       | 3       | 2       |
| Чемпионаты Европы          | 18      | 18      | 15      | 12      | 7       | 8       | 6       | 3       | 4       | 1       |
| Skate America              |         |         |         |         |         |         | 2       |         |         |         |
| Skate Canada International |         |         |         |         |         |         |         | 1       |         |         |
| Trophee Lalique            |         |         |         |         | 3       |         |         |         |         |         |